# Boffie
Boffie is een reclamefiguurtje voor de koffie van Albert Heijn. De reclamecampagne is begonnen in 1936 en heeft gelopen tot 1953 of later.

## Verhalen
Er zijn, met grote tussenpozen, drie verhalen over Boffie verschenen:
1. De koddige avonturen van Boffie (1936), auteur onbekend. Een boekje in oblongformaat van 42 pagina's, grotendeels in kleur.
2. Boffie en de verdwenen koffie (1947), door Huibert Vet. Zes kleine boekjes van elk 20 pagina’s, deels gekleurd en deels met steunkleur.
3. Boffie en Buikie in de knoop (1953), door Jean Dulieu (bekend van Paulus de Boskabouter). Een geïllustreerd oblong boek waarin plaatjes geplakt moesten worden.

## Overige artikelen
Naast verhalen zijn verschillende andere artikelen verschenen:
1. Een Boffie kwartetspel, met 48 kaarten in een doosje (1936).
2. Een Boffie-lied Stop! Daar is Boffie, met Albert Heijn's koffie, met tekst en muziek van Louis Davids, op een groot vel papier (1936). Dit lied is tevens afgedrukt in het eerste boekje.
3. Boffie-posters (16 stuks), verschenen in diverse landelijke dagbladen op 16 opeenvolgende zaterdagen vanaf 29 augustus 1936. Aan deze posters, die ook in de krant zijn gepubliceerd, was een prijsvraag verbonden. De afbeeldingen op deze posters zijn dezelfde als de gekleurde illustraties in het eerste boekje.
4. Minstens twee andere posters naast de zestien hierboven.
5. Een Boffie-speldje.